# Carl Heine (Bankier)
Carl Heine (eigentlich Beer Carl Heine, geboren am 20. Januar 1810 in Hamburg; gestorben am 4. Juli 1865 ebenda) war ein deutscher Bankier und Philanthrop.

## Leben
Der Sohn des Bankiers Salomon Heine, jüngstes von neun Kindern, erhielt seine Ausbildung in Paris im Bankhaus Fould, das mit der Familie Heine verbunden war. Carl Heine heiratete 1838 in Paris Cécile Charlotte Furtado (Großnichte von Abraham Furtado, geboren 1821 in Paris, gestorben 1896 in Rocquencourt), eine auch wirtschaftlich relevante Verbindung vermögender Familien. Heinrich Heine vermittelte zwischen beiden. Im selben Jahr trat er ins Bankhaus Salomon Heine seines Vaters in Hamburg ein, das 1819 entstandene Nachfolgeinstitut des Bankhauses Heckscher & Co.
Zu seinem berühmten Vetter, dem Dichter Heinrich Heine, hatte Carl Heine zeitweise ein distanziertes Verhältnis, aufgrund von Streitigkeiten nach dem Tod Salomon Heines. Zu einer Aussöhnung kam es erst, als Carl Heine den schwerkranken Dichter 1847 in Paris besuchte. Carl Heine starb 1865 nach einem Schlaganfall, den er bei einem Ausritt auf dem Gut von Achille Fould in den Pyrenäen erlitt, dem Ehemann einer seiner Cousinen.

## Investor und Wirtschaftsförderer
Zuvor hatte Carl Heine bereits 1837 mit August Abendroth und Adolph Jencquel ein Grundstücksunternehmen gegründet, das maßgeblichen Anteil an der Erschließung des heutigen Hamburger Stadtteils Uhlenhorst hatte. Erst nach dem Großen Brand von Hamburg 1842 entschloss sich der Rat der Stadt, sein Terrain auf dem ehemaligen Schwemmland zu erweitern, wofür sich Abendroth über Jahre einsetzte.
Salomon Heine, der im Dezember 1844 starb, hatte seinen Sohn Carl zum Alleinerben der Bank gemacht.
1855 war das Bankhaus Salomon Heine größter Anteilseigner der neugegründeten Norddeutschen Bank. In der großen Wirtschaftskrise von 1857 spielte Carl Heine eine herausragende Rolle, der zahlreiche Unterstützungsaktivitäten für die Hamburger Wirtschaft unternahm und dabei zur Rettung anderer Unternehmen und auch Bankhäuser massive eigene Verluste in Kauf nahm.

## Förderer von Institutionen, Förderer der Kunst
Aus seinem Vermögeln, das unterschiedlichen Angaben zufolge zwischen 17 und 30 Millionen Mark betrug, stiftete Carl Heine bereits zu Lebzeiten bedeutende Summen unter anderem an das Israelitische Krankenhaus, das dank Spenden seines Vaters entstanden war. 1858 spendete er mit 25.000 Mark den größten Einzelbeitrag, der zur Errichtung des Gebäudes der Hamburger Kunsthalle aufgebracht wurde. In seinem 1863 abgefassten Testament bedachte er künftige Sammlung der Kunsthalle mit einem Vermächtnis von 200.000 Mark Banco. Nach seinem Tod durften 20 Jahre lang zunächst nur die Zinsen dieses Vermächtnisses zum Ankauf von Bildern genutzt werden. Die Kunsthalle ließ 1871 von dem Maler Hermann Steinfurth ein Porträt von Beer Carl Heine anfertigen, gemalt nach einer zu Lebzeiten entstandenen Fotografie.
Carl Heines ältere Schwester Therese Halle (geb. Heine, 1807–1880) betätigte sich mit ihrem Mann, dem Juristen Adolph Halle, der 1831 bis 1848 Präsident des Hamburger Handelsgerichts war, am kulturellen Leben ihrer Heimatstadt. Beide waren Kunstsammler. Die umfangreiche Sammlung vermachte Therese Halle 1874 testamentarisch der Hamburger Kunsthalle.
Alfred Lichtwark, der erste Direktor der Hamburger Kunsthalle konnte nach seinem Amtsantritt 1886 das Vermächtnis von Beer Carl Heine für seine systematische Erweiterung der Bestände nutzen. Auch dass dabei Hamburger Künstler bedacht werden sollten, wie im Testament Heines festgelegt war, entsprach Lichtwarks Vorstellungen. Insgesamt 211 Kunstwerke wurden zwischen 1865 und 1941 mit Mitteln der Stiftung Beer Carl Heines für die Kunsthalle erworben.
Nach Carl Heine wurde die Karlstraße in Hamburg-Uhlenhorst benannt.